# Dhanamittenahalli, Sidlaghatta
Dhanamittenahalli là một làng thuộc tehsil Sidlaghatta, huyện Kolar, bang Karnataka, Ấn Độ.